# 狐棋
狐棋（Fox games），是流傳於一種歐洲兩人棋類統稱，與兔棋有關。遊戲內容是一位玩家用一到二枚稱為狐狸的棋子，另一玩家使用稱為鵝、羊或獵犬的多枚棋子。各地有許多種類，如狐犬棋（Fox and Hounds）、狐鵝棋（Fox and Geese）。

## 狐犬棋

### 棋具

狐犬棋初始佈置之一

- 棋盤為8*8的西洋棋棋盤。

- 分為兩方：犬方、狐方。
  - 犬方：有四枚稱為犬的棋子。
  - 狐方：有一枚稱為狐的棋子。

### 規則
- 棋子皆放在棋格。犬方棋子置於犬方底行的四個黑格；狐方置於狐方底行的其中一個黑格。

(狐方犬方顏色不一樣）
- 任何棋子移動皆為斜向一格至空棋格。

- 犬方使狐棋不能移動獲勝。

- 狐方棋子移到對方底行而獲勝[1]。